# Faramea sertulifera
Faramea sertulifera är en måreväxtart som beskrevs av Dc.. Faramea sertulifera ingår i släktet Faramea och familjen måreväxter.
Artens utbredningsområde är Kuba. Inga underarter finns listade i Catalogue of Life.